# Кръстова вада
„Кръстова вада“ е един от южните квартали на София. Северно от него се намират кв. „Хладилника“ и Южният парк, на запад – кв. „Манастирски ливади“, на изток – кв. „Витоша“, а на юг граничи с Околовръстното шосе.

## Транспорт
През „Кръстова вада“ минава един от главните булеварди на столицата – „Черни връх“, който свързва квартала с центъра на града.
- Автобуси: № 64, 93, 98, 122

Кварталът е свързан и със софийското метро – Метростанция Витоша от линия M2.

## Улици и произход на имената им
| Път                       | Наречен на                                            | Местоположение |
| ------------------------- | ----------------------------------------------------- | -------------- |
| „Акад. Вера Мутафчиева“   | Вера Мутафчиева (1929 – 2009), историчка              | Карта          |
| „Акад. Иван Буреш“        | Иван Буреш (1885 – 1980), зоолог                      | Карта          |
| „Акад. Чудомир Начев“     | Чудомир Начев (1936 – 2005), лекар                    | Карта          |
| „Александър Бръзицов“     | Александър Бръзицов (1943 – 2016), композитор         | Карта          |
| „Арарат“                  | Арарат, връх в Турция                                 | Карта          |
| „Арх. Александър Баров“   | Александър Баров (1931 – 1999), архитект              | Карта          |
| „Арх. Генчо Скордев“      | Генчо Скордев (1900 – 1986), архитект                 | Карта          |
| „Арх. Елена Варакаджиева“ | Елена Варакаджиева-Скордева (1902 – 1978), архитектка | Карта          |
| „Асен Йорданов“           | Асен Йорданов (1896 – 1967), машинен инженер          | Карта          |
| „Асен Найденов“           | Асен Найденов (1899 – 1995), диригент                 | Карта          |
| „Аспарух Лешников“        | Аспарух Лешников (1897 – 1978), певец                 | Карта          |
| „Борис Руменов“           | Борис Руменов (1884 – 1944), комик и писател          | Карта          |
| „Вили Казасян“            | Вили Казасян (1934 – 2008), музикант                  | Карта          |
| „Винсент ван Гог“         | Винсент ван Гог (1853 – 1890), нидерландски художник  | Карта          |
| „Гатьо Шишков“            | Гатьо Стоянов (1836 – 1905), революционер             | Карта          |
| „Ген. Георги Иванов“      | Георги Иванов (1858 – 1932), генерал                  | Карта          |
| „Ген. Иван Колев“         | Иван Колев (1863 – 1917), генерал                     | Карта          |
| „Генчо Стоев“             | Генчо Стоев (1925 – 2002), писател                    | Карта          |
| „Георги Черкелов“         | Георги Черкелов (1930 – 2012), актьор                 | Карта          |
| „Георги Янакиев“          | Георги Янакиев (1857 – ?), революционер               | Карта          |
| „Д-р Борис Вълчев“        | ?                                                     | Карта          |
| „Д-р Миньо Стоянов“       | ?                                                     | Карта          |
| „Д-р Харалан Попов“       | Харалан Попов (1907 – 1988), духовник                 | Карта          |
| „Даниил Етрополски“       | Даниил Етрополски (XVII век), калиграф                | Карта          |
| „Даскал Лило Николов“     | Лило Николов (1836 – 1894), революционер              | Карта          |
| „Джон Атанасов“           | Джон Атанасов (1903 – 1997), американски учен         | Карта          |
| „Димитър Дюлгеров“        | Димитър Дюлгеров (1890 – 1966), богослов              | Карта          |
| „Димитър Еленов“          | Димитър Еленов (1947 – 2020), актьор                  | Карта          |
| „Димитър Манчев“          | Димитър Манчев (1934 – 2009), актьор                  | Карта          |
| „Емилиян Станев“          | Емилиян Станев (1907 – 1979), писател                 | Карта          |
| „Ивайло Петров“           | Ивайло Петров (1923 – 2005), писател                  | Карта          |
| „Иван Андонов“            | Иван Андонов (1934 – 2011), актьор и режисьор         | Карта          |
| „Йосиф Брадати“           | Йосиф Брадати (1714 – 1758), книжовник                | Карта          |
| „Манфред Вьорнер“         | Манфред Вьорнер (1934 – 1994), германски политик      | Карта          |
| „Мичман Тодор Саев“       | Тодор Саев (1872 – 1903), революционер                | Карта          |
| „Нелсън Мандела“          | Нелсън Мандела (1918 – 2013), южноафрикански политик  | Карта          |
| „Никола Крушкин-Чолака“   | Никола Крушкин-Чолака (1836 – 1877), революционер     | Карта          |
| „Околовръстен път“        | –                                                     | Карта          |
| „Поп Сава Катрафилов“     | Сава Катрафилов (1836 – 1876), революционер           | Карта          |
| „Проф. Георги Йолов“      | Георги Йолов (1927 – 1998), психолог                  | Карта          |
| „Проф. Йосиф Фаденхехт“   | Йосиф Фаденхехт (1873 – 1953), юрист и политик        | Карта          |
| „Проф. Лилия Гюлева“      | Лилия Гюлева (1933 – 2003), диригентка                | Карта          |
| „Проф. Марин Големинов“   | Марин Големинов (1908 – 2000), композитор             | Карта          |
| „Проф. Милчо Лалков“      | Милчо Лалков (1944 – 2000), историк                   | Карта          |
| „Проф. Петър Шапкарев“    | Петър Шапкарев (1908 – 1997), общественик             | Карта          |
| „Рангел Вълчанов“         | Рангел Вълчанов (1928 – 2013), режисьор               | Карта          |
| „Сашо Николов – Сладура“  | Александър Николов (1917 – 1961), музикант            | Карта          |
| „Светослав Минков“        | Светослав Минков (1902 – 1966), писател               | Карта          |
| „Стефан Дичев“            | Стефан Дичев (1920 – 1996), писател                   | Карта          |
| „Стоян Робовски“          | Стоян Робовски (1834 – 1878), просветен деец          | Карта          |
| „Тодор Каблешков“         | Тодор Каблешков (1851 – 1876), революционер           | Карта          |
| „Филип Кутев“             | Филип Кутев (1903 – 1982), композитор                 | Карта          |
| „Флора Кънева“            | Флора Кънева (? – 2006), паркостроителка              | Карта          |
| „Хага“                    | Хага, град в Нидерландия                              | Карта          |
| „Хенрик Ибсен“            | Хенрик Ибсен (1828 – 1906), норвежки драматург        | Карта          |
| „Черни връх“              | Черни връх, връх на Витоша                            | Карта          |
| „Янкул Хрельовски“        | Янкул Хрельовски (XVIII век), книжовник               | Карта          |